# Hastati
Hastati (latinsko hastatvs, mn. hastati) so bili razred pehote v vojski Rimske republike. Sprva so bili oboroženi s kopji za suvanje (hasta), po katerih so dobili ime. Haste so kmalu zamenjali z metalnimi  kopji (pilum) in meči (gladius) in haste prepustili triarijem. Hastati so skupaj s triariji in princepsi vse do Marijevih reform tvorili jedro rimske vojske.
Na začetku so v hastate novačili najrevnejše prebivalce republike, ki so si lahko privoščili samo skromno vojaško opremo, na primer lahko verižno srajco. Ko jih je senat oborožil s kratkimi meči, značilnimi pravokotnimi ščiti  in nekaj metalnimi kopji z železno konico, se je njihova učinkovitost podvojila.  Hastati se odtlej niso pojavljali samo v prvi vrsti svoje kohorte v značilni rimski bojni formaciji, ampak tudi kot samostojne enote kopjanikov.
Kasneje so med hastate vključevali tudi najmlajše in ne samo najrevnejše vojake, čeprav je bila tudi večina njih revna. Bojevali so se praviloma v prvi bojni vrsti s podporo lahko oboroženih vojakov. Če je nasprotnik prodrl skozi njihovo bojno vrsto, je naletel na starejše in bolj izkušene princepse, ki so tvorili drugo vrsto bojne formacije. 
Hastate so ukinili z Marijevimi reformami leta 107 pr. n. št..

## Zgodovina in razvoj
Zdi se, da so bili hastati ostanki tretje skupine vojakov etruščanskih kraljev, ki so nastali po Kamilovi reformi rimske vojske. Tretja skupina je najpogosteje stala v nekaj zadnjih vrstah zelo velike falange. Vojaki so bili opremljeni podobno kot kasneje hastati in se najpogosteje niso borili, ampak so z metanjem kopij podpirali prednje vrste. Po bitkah s Samniti in katastrofalnem  porazu proti galskemu vojskovodju Brenu, oboji so uporabljali več manjših vojaških enot namesto ene velike, so verjetno spoznali, kako pomembna je  gibljivost in kako neprimerna je falanga na grobem  hribovitem terenu srednje Italije.

### Kamilski sistem
Vojaški sistem, ki so ga nasledili od Etruščanov, so Rimljani uporabljali do 4. stoletja, čeprav je bila njegova učinkovitost vprašljiva in je bil uporaben samo proti manjšim lokalnim nasprotnikom. Ko so Galci leta 390 pr. n. št. napadli Etrurijo, so njeni prebivalci zaprosili za pomoč Rimljane. Rimljani so jim na pomoč poslali manjši kontingent vojakov, kar je izzvalo splošen galski napad na Rim. V bitki pri Aliji je bila uničena cela rimska armada. 
Katastrofalni poraz je takoj spodbudil reforme, ki jih je izvedel Mark Furij Kamil. V novem sistemu  so bili vojaki razporejeni v razrede, ki so temeljili na njihovem premoženjskem stanju. Hastati so bili kot tretji najrevnejši razred  umeščeni med rorarije, ki so bili malo revnejši, in princepse, ki so bili malo bogatejši. Oboroženi so bili z do 1,8 m dolgimi koplji – hastami – po katerih so dobili ime. Bojevali so se v formaciji, ki je bila podobna šahovnici. Običajno so nosili velike pravokotne ščite in bronaste čelade. Na vrhu čelad je bila pogosto perjanica, ki je povišala njihov videz. Njihov oklep je bil lahek, najpogosteje samo majhna kovinska  prsna plošča, ki so jo imenovali »zaščitnik srca«.
V kamilski legiji je bilo 900 hastatov, razporejenih v 15 maniplov po 60 mož. K vsakemu maniplu je bilo priključeno približno 20 levisov, lahkih pešakov, oboroženih s kopji. Hastati so stali v prvi bojni vrsti pred princepsi v drugi  in triariji v tretji. V bitkah z vnapej znanim bojiščem so pred prvo bojno vrsto stali levisi, ki so z metanjem kopij nadlegovali in izzivali nasprotnika in krili napredovanje hastatov. Če hastatom ni uspelo zlomiti nasprotnika, so svoje mesto prepustili težje oboroženim princepsom. Če tudi njim ni uspelo, so se umaknili za triarije, ki so odločali o izidu bitke. Na obeh krilih  so bili oddelki konjenikov (equites), ki so branili boke in po bitki zasledovali bežečega nasprotnika. V zadnji vrsti so bili najmanj zanseljivi akcenzi, ki so služili za podporo in mašenje najbolj kritičnih delov prednjih vrst.

### Polibijski sistem
V obdobju do tretje punske vojne v 3. stoletju pr. n. št. se je kamilski sistem izkazal kot neučinkovit, zato so Rimljani uvedli polibijski sistem, v katerem so bili pešaki razporejeni po starosti in izkušnjah in ne po njihovem premoženjskem stanju. Najmlajši in najmanj izkušeni so bili hastati.  Njihova oprema je bila zelo podobna prejšnji, samo da so haste  zamenjali z meči. Vsak hastat je imel tudi dve težki kopji (pila). V nasprotju z globoko zasidranim mitom, da se je kopje ob udarcu v ščit zvilo in postalo neuporabno, je bila pila dovolj težka in je imela dovolj ostro konico, da je prebila ščit in pogosto zadela tudi nasprotnika za njim. Konica je bila tudi dovolj trda, da se je pila lahko uporabljalo proti pešakom in konjenikom v borbi na blizu. V času, ko je vrženo kopje letelo proti nasprotniku, razdalja med črtama je bila zaradi najboljše učinkovitosti običajno okoli petnajst metrov, so legionarji izvlekli meče in zelo hitro stekli proti nasprotniku, da ni imel časa izvleči kopij in jih vreči nazaj.
Število hastatov se je povečalo na 1.200 na legijo. Razporejeni so bili v 10 maniplov po 120 mož. Rorariji in akcenzi so bili ukinjeni, levise pa so nadomestili veliti, ki so imeli podobno vlogo, vendar so bili priključeni k princepesom in triarijem. Bitke na vnaprej znanih bojiščih so potekale podobno kot prej. Pred prvo bojno črto so se zbrali veliti in z metanjem kopij krili prodiranje hastatov. Če hastaton mi uspelo zlomiti nasprotnika, so svoje mesto prepustili principesom, ki so bili oboroženi z meči. Če tudi njim ni uspelo, so se umaknili za triarije, ki so odločili izid bitke.
Vse bitke so skoraj vedno potekale prav po tem vrstnem redu. Med nabolj opaznimi izjemami sta bili bitki pri Bagbradesi in Zami. V bitki pri Bagbradesi  je rimski general Scipion Afričan razporedil svojo vojsko po ustaljenem redu, ko so v bitko posegli hastati, pa je s principsi in triariji napadel z bokov in uničil kartažansko vojsko.
V bitki pri Zami je Scipion razporedil  svoje može v kolone s širokimi prehodi med njimi. Sloni, ki so napadli prvi, so zdivjali skozi prehode, kjer so jih napadli veliti in jih veliko pobili in sami utrpeli malo škode. Ko so Rimljani uničili še zadnje slone, so se prestrojili v dolgo vrsto s triariji in princepsi na sredini in hastati na bokih in se spopadli s kartažansko pehoto.
|                     | Enota                   | Organizacija                                           | Število vojakov |
| ------------------- | ----------------------- | ------------------------------------------------------ | --------------- |
| Prva bojna linija   | hastati                 | deset maniplov po 120 vojakov                          | 1.200 vojakov   |
| Druga bojna linija  | princepsi               | deset maniplov po 120 vojakov                          | 1.200 vojakov   |
| Tretja bojna linija | triariji                | deset maniplov po 60 vojakov                           | 600 vojakov     |
|                     | veliti                  | razdeljeni na skupine in priključeni k vsakemu maniplu | 1.200 vojakov   |
|                     | pomožne enote (auxilia) | različno                                               | različno        |

### Marijeve reforme
Marijeve reforme rimske vojske leta 107 pr. n. št. so bile posledica pomanjkanja vojakov zaradi vojn z numidijskim kraljem Jugurto v severni Afriki in germanskimi plemeni na severu. Nekatere kategorije vojakov so bile v celoti ukinjene, premoženje in starost vojakov pa sta postala nepomembna. Vojaki so v vojsko vstopali kot profesionalci, opremljeni kot srednje težka pehota. Opremo jim je zagotovila država. Naloge lokostrelcev, spopadnikov in konjenice so prevzele lokalne pomožne enote (auxiliaria).